# Монархическа партия на Русия
Монархическата партия на Русия (на руски: Монархическая партия России) е руска политическа партия, основана през 2012 г. Първата официална партия в страната, чиято основна цел е провъзгласяването на Русия за конституционна монархия по мирен път.

## История
На 7 април 2012 г. е проведено учредителното събрание на партията, като първите членове са около 1000 души. Лидер е бившият депутат Антон Баков. През юли същата година Монархическата партия е официално регистрирана.
През 2013 г. Монархическата партия предлага свой кандидат за императорския престол – немският принц Карл-Емих Лейнингенски, правнук на основателя на Руския императорски дом в емиграция и самопровъзгласил се император Кирил Владимирович. Кирил е братовчед на последния руски император Николай II. Принц Лейтенгенски приема православието под името Николай Кирилович.
През август 2013 г. партията участва в изборите за регионален парламент и кмет на Екатеринбург. Монархистите издигат в листата си 57 студенти, а кандидат-кмет става дъщерята на Баков Анастасия. Кандидатите на партията набират минимални резултати, което е описано от лидера Антон Баков като саботаж. След провала на изборите Монархическата партия предлага алтернатива на местното самоуправление – Градски сенат, който да помага на пенсионерите и социално слабите.
Друго предложение на монархистите е създаването на града-държава „Руски императорски престол“, подобно на Ватикана. Целта е
Екатеринбург да престане да има имидж на града на цареубийството, а и да се подпомогне разтитието на туризма. През 2015 г. в центъра на града по инициатива на партията е поставено монументалното платно по произведението на Иля Глазунов „Вечната Русия“. Същата година Антон Баков обявява намерението си да участва в парламентарните избори през 2016 г., но партията не е допусната, тъй като не получава достатъчна обществена подкрепа.
Монархическата партия е една от малкото, които подкрепят публичното осъждане на Ленин и Сталин.
В началото на 2017 г. Антон Баков купува три необитаеми острова на територията на Кирибати. Лидерът на партията планира да построи туристическа инфраструктура и на територията на островите да се образува Романовска империя. През февруари 2017 г. Кирибати обаче отказват предложението на монархическата партия.